# 弗莱 (索恩-卢瓦尔省)
弗莱（法語：Fley，法語發音：[flɛ]）是法国索恩-卢瓦尔省的一个市镇，属于索恩河畔沙隆区。

## 地理
弗莱（46°40'9"N, 4°38'26"E）面积8.52 平方千米，位于法国勃艮第-弗朗什-孔泰大區索恩-卢瓦尔省，该省份为法国中部省份，北起顺时针与科多尔省、汝拉省、安省、罗讷省、卢瓦尔省、阿列省和涅夫勒省接壤。
与弗莱接壤的市镇（或旧市镇、城区）包括：塞尔索、比西叙弗莱、舍诺沃、屈勒莱罗什、热尔马尼、圣瓦勒兰、萨维扬日。

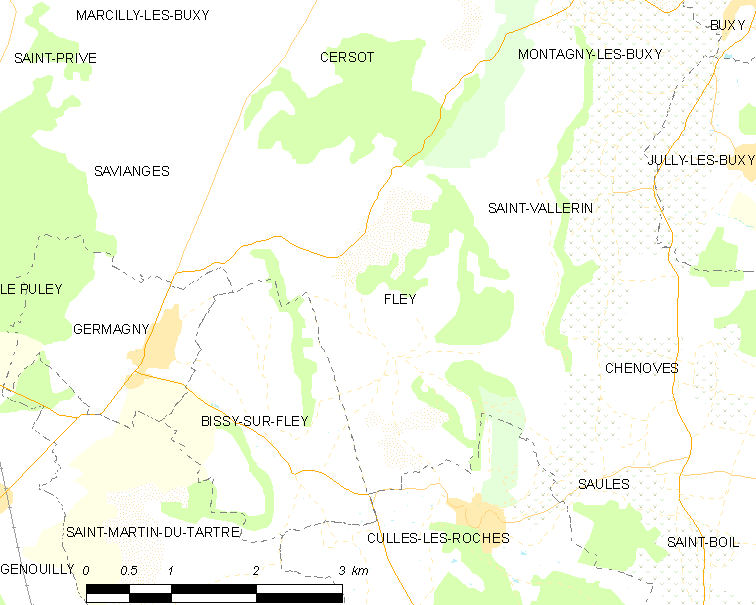
的OSM定位图

弗莱的时区为UTC+01:00、UTC+02:00（夏令时）。

## 行政
弗莱的邮政编码为71390，INSEE市镇编码为71201。

## 政治
弗莱所属的省级选区为日夫里县。

## 人口

1962-2008年间人口变化图示

弗莱于2022年1月1日时的人口数量为192人。